# 泉南市立泉南中学校
泉南市立泉南中学校（せんなんしりつせんなんちゅうがっこう）は、大阪府泉南市にある公立中学校。泉中の略称でも呼ばれることがある。

## 沿革
現在の泉南市の市域は、学制改革で新制中学校制度が発足した1947年時点では泉南郡樽井町・信達町・鳴滝村・新家村・西信達村・雄信達村の6町村に分かれていた。
現在の泉南市の市域にあたる地域では1947年、樽井町立中学校、雄信達村・鳴滝村学校組合立雄鳴中学校、信達町立信達中学校、新家村立中学校、および西信達村立中学校が発足した。
翌1948年には樽井町立中学校と学校組合立雄鳴中学校が合併して樽井町・雄信達村・鳴滝村学校組合立山之井中学校が、また信達村立信達中学校と新家村立中学校が合併して信達町・新家村学校組合立信達中学校がそれぞれ発足した。
山之井中学校は現在の泉南市立文化ホールの場所にあり、また信達中学校は現在の泉南市立信達幼稚園の場所にあった。
1956年に6町村が合併して泉南郡泉南町が発足した。これに伴い学校組合立の2中学校は泉南町立となった。その後1958年に山之井・信達の2校が合併し、泉南町立泉南中学校として新設開校した。
その後地域人口の増加により、従来の校区を再編して1975年に泉南市立一丘中学校、1977年に泉南市立信達中学校がそれぞれ開校している。

### 年表
- 1947年 - 樽井町立中学校、雄信達村・鳴滝村学校組合立雄鳴中学校、信達村立信達中学校、新家村立中学校の4校が開校。
- 1948年 - 泉南郡樽井町・雄信達村・鳴滝村学校組合立山之井中学校、泉南郡信達町・新家村学校組合立信達中学校の2校へ再編。
- 1956年9月30日 - 合併による泉南町発足に伴い、泉南町立山之井中学校・泉南町立信達中学校にそれぞれ改称。
- 1958年 - 泉南町立山之井中学校・泉南町立信達中学校が合併し、泉南町立泉南中学校として開校。
- 1970年7月1日 - 泉南町の市制施行により、泉南市立泉南中学校となる。
- 1975年4月1日 - 泉南市立一丘中学校開校に伴い校区を再編。
- 1977年4月1日 - 泉南市立信達中学校開校に伴い校区を再編。

## 通学区域
- 泉南市立樽井小学校、泉南市立雄信小学校、泉南市立鳴滝小学校通学区域。

## 出身者
- KLUTCH（MC）
- DJ BOOBY（DJ）
- 駒澤李佳（ホッケー女子日本代表）

## 交通
- 阪和線 和泉砂川駅 北西へ約1km。
- 南海本線 樽井駅 南東へ約1.5km。
- 南海ウイングバス 泉南市役所前バス停 下車すぐ。